# Georg Mohr (Filmproduzent)
Georg Emil Mohr (* 15. September 1902 in Schöneberg bei Berlin; † 29. März 1971 in Berlin-Zehlendorf) war ein deutscher Aufnahmeleiter und Produktionsleiter beim Kinofilm.

## Leben
Mohr hatte in seiner Heimatstadt Berlin ein humanistisches Gymnasium besucht, ehe er zur Filmbranche stieß. Dort war er unter anderem 1937 als Aufnahmeleiter an Zarah Leanders ersten beiden deutschen Filmerfolge La Habanera und Zu neuen Ufern beteiligt. 1940 wirkte er in diesem Bereich auch an Wolfgang Liebeneiners groß angelegtem Bismarck-Film. 1943 stieg Mohr erstmals zum Produktionsleiter auf, kurz vor Kriegsende erhielt er bei dem unvollendet gebliebenen Film “Frühlingsmelodie” sogar eine eigene Herstellungsgruppe zugeteilt.
Nach 1945 konnte der in Berlin-Tempelhof ansässige Mohr erst mit Gründung der Bundesrepublik wieder als Produktionsleiter arbeiten, wurde aber in nahezu den gesamten 1950er Jahre erneut auf die Tätigkeit eines Aufnahmeleiters (u. a. bei Helmut Käutners Ein Mädchen aus Flandern, 1955, und Der Hauptmann von Köpenick, 1956) reduziert. 1958 betreute er in dieser Funktion auch Frank Wisbars Kriegsfilmkassenerfolg Hunde, wollt ihr ewig leben. Erst 1959 kehrte Georg Mohr zur Produktionsleitung zurück und betreute in dieser Funktion vor allem Inszenierungen des Hollywood-Heimkehrers (Nacht fiel über Gotenhafen, Fabrik der Offiziere, Barbara). Nach seiner letzten Arbeit 1961 verliert sich Mohrs Spur.

## Filmografie (Auswahl)
als Produktionsleiter, Herstellungsleiter oder Herstellungsgruppenleiter, wenn nicht anders angegeben
- 1943: Die schwarze Robe
- 1944/51: Zwischen Herz und Gewissen
- 1945: Frühlingsmelodie
- 1949: Das Fräulein und der Vagabund
- 1950: Die tödlichen Träume
- 1954: Die Hexe
- 1959: Nacht fiel über Gotenhafen
- 1960: Im Namen einer Mutter
- 1960: Das Glas Wasser
- 1960: Fabrik der Offiziere
- 1961: Barbara